# Лысов, Дмитрий Сергеевич
Дми́трий Серге́евич Лысо́в (1739—1774) — яицкий казак, участник Крестьянской войны 1773—1775 годов, один из атаманов восставших.

## Биография
Лысов — один из первых яицких казаков, встречавшихся в августе 1773 года с самозванцем Лже-Петром III (Емельяном Пугачёвым) на Таловом умёте и обсуждавших будущее выступление. К началу восстания находился в Яицком городке и 18 сентября при подходе к городку казачьего отряда Пугачёва, первый открыто перешёл к восставшим. На казацком круге 19 сентября Лысов был выбран полковником. Он — один из главных атаманов восставших при взятии крепостей Яицкой военной линии и осаде Оренбурга. В октябре 1773 года Лысов руководил взятием крепостей Самарской военной линии, присоединив казаков местных гарнизонов и служивых калмыков Ставропольской провинции к армии Пугачёва.
13 января 1774 года, во время отъезда Пугачёва в Яицкий городок, Лысов был одним из командиров основной армии восставших, одержавшей сокрушительную победу над сделавшими вылазку правительственными войсками.
Оставаясь в лагере в Бердской слободе за одного из старших командиров во время частых отъездов Пугачёва в Яицкий городок в феврале—марте 1774 года, Лысов предпринимал экспедиции в окрестные поместья и деревни для снабжения армии продуктами. Пугачёву поступали жалобы от крестьян, что Лысов грабит деревни, избивает сопротивляющихся крестьян и даже собственных казаков. 1 марта, во время совместного выезда в Сеитову слободу Пугачёв попрекнул Лысова и пригрозил в случае продолжения подобных действий казнью. Лысов вспылил в ответ и в ходе начавшейся перебранки ударил сидящего в санях Пугачёва пикой в бок. Пугачёва спасла от смерти только надетая под шубой кольчуга. Подоспевший Иван Почиталин спас Пугачёва, отбив следующий удар.
По возвращении в Берды Пугачёв приказал повесить Лысова. Максим Шигаев просил помиловать своего старинного друга, ссылаясь, на то, что все в момент ссоры были сильно пьяны, и даже, встав перед Пугачёвым на колени, плакал, но приговор не отменили. Лысов был повешен в тот же день.